# Ministério do Interior da Ucrânia
| Ministério do Interior da Ucrânia Міністерство внутрішніх справ |                                                                |
| Rua Akademika Bohomoltsia 10, Kiev http://mvs.gov.ua/           |                                                                |
| Criação                                                         | 22 de janeiro de 1918                                          |
| Atual ministro                                                  | Ihor Klymenko (interino, devido à morte de Dennis Monastyrsky) |
| Orçamento                                                       | 66 bilhões ₴ (2018)                                            |

O Ministério do Interior da Ucrânia (em ucraniano:  Міністерство внутрішніх справ України, transl. Ministerstvo vnutrishnikh sprav Ukrainy, MVS) é um ministério da Ucrânia, cujas atividades são dirigidas e coordenadas pelo Conselho de Ministros de Ucrânia. O Ministério está dirigido pelo Ministro do Interior de Ucrânia, que é nomeado para o cargo pela Conselho Supremo da Ucrânia.
O Ministério do Interior de Ucrânia é o principal órgão do governo responsável pela segurança pública e aplicação da lei. O ministério executa a política estatal de proteção dos direitos e liberdades dos cidadãos, investiga atos ilícitos contra o interesse da sociedade e do Estado, combate o crime, ordena a ordem civil, garante a segurança civil e a segurança do trânsito e garante a segurança e proteção de indivíduos importantes.
O Ministério Supervisiona a Polícia Nacional da Ucrânia (serviço de polícia), a Guarda Nacional da Ucrânia (serviço de gendarmaria), o Serviço de Emergência do Estado da Ucrânia (serviço de defesa civil), o Serviço de Guarda de Fronteiras da Ucrânia (e Guarda Marinha da Ucrânia, subordinada ao Serviço de Guarda de Fronteiras) e Serviço de Migração Estatal.

## História
O Ministério do Interior tem sido um órgão permanente do poder executivo ucraniano desde a fundação da atual república semipresidencialista da Ucrânia depois da dissolução da União Soviética e a Declaração da Independência da Ucrânia, que pôs fim à República Socialista Soviética da Ucrânia em 1991.
Anteriormente, o ministério controlava diretamente a agência nacional de aplicação da lei ucraniana, denominada Milítsia (em ucraniano:  міліція). Isso mudou em julho de 2015 com a introdução de reformas pelo presidente ucraniano Petro Poroshenko para reduzir a corrupção, em que a milístia foi substituída pela Polícia Nacional. A milítsia da Ucrânia era amplamente considerada corrupta, e recebeu acusações de tortura e maus-tratos.

## Estrutura
Ihor Klymenko é o atual e interino Ministro do Interior ucraniano, devido à morte de Dennis Monastyrsky e do primeiro vice-ministro do Interior, Yevgeny Yenin.

## Órgãos do Ministério do Interior
Os principais órgãos de manutenção da ordem pública e luta que dependem do ministério do Interior de Ucrânia são os seguintes:
| Organismo                                  | Direcção                          | Tipo    | Sede                                | Emblemas |
| ------------------------------------------ | --------------------------------- | ------- | ----------------------------------- | -------- |
| Polícia Nacional da Ucrânia                | Igor Vladimirovich Klimenko       | Militar | CL Akademika Bogomolets nº10, Kiev  |          |
| Serviço de Guarda de Fronteiras da Ucrânia | Sergey Vasilyevich Deineko        | Militar | CL Volodymyrska nº26, Kiev          |          |
| Serviço de Emergência do Estado da Ucrânia | Nikolai Aleksandrovich Chechotkin | Militar | CL Ou Gonchara nº55a, Kiev          |          |
| Guarda Nacional da Ucrânia                 | Nikolay Ivanovich Balem           | Militar | CL Narodnogo Opolcheniya nº9a, Kiev |          |
| Serviço de Migração Estatal                | Natalya Nikolaevna Naumenko       | Civil   | CL Volodymyrska nº9, Kiev           |          |